# لويز فيتزهاغ
لويز فيتزهاغ (بالإنجليزية: Louise Fitzhugh)‏ (5 أكتوبر 1928، ممفيس في الولايات المتحدة - 19 نوفمبر 1974، نيو ميلفورد في الولايات المتحدة)؛ كاتِبة مُتخصِّصة في أدب الأطفال وروائية أمريكية.

## روابط خارجية
- لويز فيتزهاغ على موقع IMDb (الإنجليزية)
- لويز فيتزهاغ على موقع قاعدة بيانات برودواي على الإنترنت (الإنجليزية)